# پابلو خیمنس
پابلو خیمنس (اسپانیایی: Pablo Giménez‎؛ زادهٔ ۲۹ ژوئن ۱۹۸۱) بازیکن فوتبال اهل پاراگوئه بود.
از باشگاه‌هایی که در آن بازی کرده‌است می‌توان به باشگاه فوتبال کرتارو و باشگاه فوتبال اتلتیکو مینیرو اشاره کرد.
وی همچنین در تیم ملی فوتبال زیر ۲۳ سال پاراگوئه بازی کرده‌است.
وی در مسابقات کشوری و بین‌المللی در مجموع برندهٔ ۱ مدال نقره شده‌است.